# 14 Herculis c

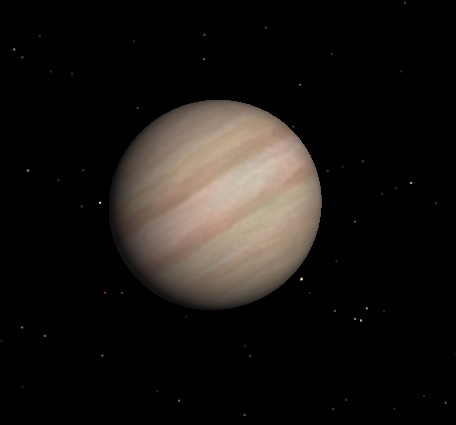
Représentation artistique de 14 Herculis c, tiré du simulateur spatial Celestia

14 Herculis c est la deuxième planète connue en orbite autour de l'étoile 14 Herculis.
Elle est identifiée en 2005 et son existence semble être confirmée. Les paramètres de cette planète sont incertains, mais une analyse récente suggère qu'elle pourrait être en résonance 4:1 avec la planète intérieure, avec une période de révolution de presque 19 ans et un demi-grand axe de 6,9 UA.